# Kościół Znalezienia Krzyża Świętego w Niebylcu
Kościół Znalezienia Krzyża Świętego w Niebylcu – rzymskokatolicki kościół parafialny należący do dekanatu Czudec diecezji rzeszowskiej.
Obecna świątynia została wzniesiona w latach 1936-1943 według projektu rzeszowskiego architekta Tadeusza Mulickiego, pod nadzorem strzyżowskiego inżyniera Józefa Urbanika oraz proboszcza księdza Franciszka Strzępka i wikariusza Franciszka Murasa, we współpracy z wszystkimi parafianami, wspieranymi przez rodaków ze Stanów Zjednoczonych. Budowla została konsekrowana w dniu 12 czerwca 1956 roku przez biskupa przemyskiego Franciszka Bardę. We wnętrzu kościoła znajduje się zabytkowy krucyfiks z XVII wieku umieszczony w głównym ołtarzu razem z barokowymi posągami Matki Bożej Bolesnej i św. Jana Apostoła oraz obraz Wniebowzięcia Najświętszej Maryi Panny. Są to pozostałości po wcześniejszej świątyni w Niebylcu. Z kolei ze świątyni w Konieczkowej pochodzi gotycki krucyfiks, znajdujący się w kruchcie świątyni.